# Emilio de Gogorza
Emilio Eduardo de Gogorza (ur. 29 maja 1874 w Brooklynie w stanie Nowy Jork, zm. 10 maja 1949 w Nowym Jorku) – amerykański śpiewak (baryton) i pedagog pochodzenia hiszpańskiego.

## Życiorys
Studiował u Cleto Moderatiego i Emilio Agramontego w Nowym Jorku. Debiutował na scenie w 1897 roku, u boku Marceliny Sembrich-Kochańskiej. Dawał liczne koncerty w wielu miastach Stanów Zjednoczonych, występując z czołowymi orkiestrami. W 1911 roku poślubił śpiewaczkę Emmę Eames. Od 1925 roku uczył śpiewu w Curtis Institute of Music w Filadelfii.